# Heideaardster
De heideaardster (Geastrum schmidelii) is een schimmel behorend tot de familie Geastraceae. Hij leeft saprotroof in kalkrijk tot kalkarm duinzand en in onbemeste graslanden.

## Kenmerken

### Uiterlijke kenmerken
De heideaardster is een kleine tot middelgrote aardster met een glad, lichtgrijsbruin, kort gesteeld bolletje met een apophyse (uitzakking aan de onderzijde van het bolletje). De mondzone is gevoord-geplooid en opvallend scherp afgezet met een ringvoor. De plooien zijn vrij grof en zeer goed zichtbaar. De heideaardster heeft zes tot negen slippen met vastgegroeide aarde aan de onderzijde. Ongeopende vruchtlichamen groeien meestal geheel ondergronds en zijn bolvormig tot afgeplat bolvormig, zelden ook uivormig, 8-20 mm en met vastgegroeide aarde.

### Microscopische kenmerken
De sporen zijn bruin in bulk. Ze zijn bolvormig, geornamenteerd met vele kleine stekelige wratten en meten 4 tot 5,5 µm.

## Verspreiding
In Nederland komt de heideaardster matig algemeen voor. Hij staat op de rode lijst in de categorie 'Bedreigd'.

## Vergelijkbare soorten
- De eveneens kleine bruine aardster (Geastrum elegans) heeft een gevoord-geplooide mondzone zonder hof en ringvoor en een ongesteeld bolletje.
- De ruwe aardster (Geastrum campestre) onderscheidt zich door subhygroscopische slippen en een wrattig ruw bolletje.